# Plinius de Jongere

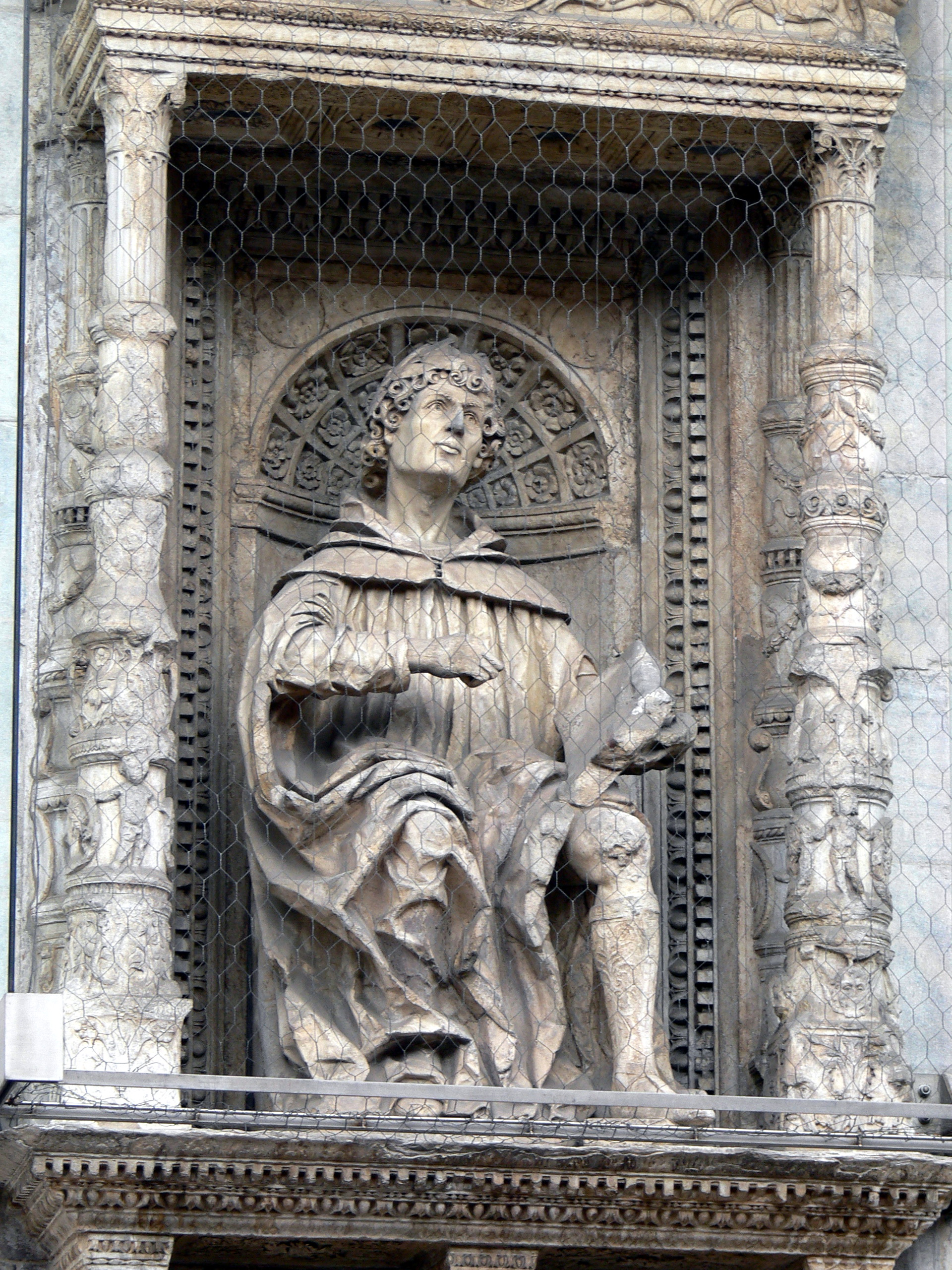
Plinius de Jongere

Gaius Plinius Caecilius Secundus (bijgenaamd minor, d.i. de Jongere, Como 62 - circa 113) was een Romeinse letterkundige en politicus. Hij was de neef en (na de dood van zijn vader) ook adoptiezoon van Plinius de Oudere. In 1876 werden een Romeinse mozaïekvloer en veel Romeinse munten gevonden in Lierna, in het Comomeer. Aangenomen wordt dat de mozaïekvloer onderdeel was van de Villa Commedia.

## Leven
Plinius werd geboren in 61/62 na Chr. te Como in Noord-Italië, en ontving zijn opleiding te Rome, waar hij les kreeg van de pedagoog Quintilianus. Hij verwierf zich een naam als advocaat en staatsman, en bekroonde zijn ambtelijke loopbaan in 100 met het consulaat. Plinius was bevriend met keizer Trajanus. Hij werd in 112 n.Chr. stadhouder van Bithynia, toen de toestand er uit de hand dreigde te lopen en de financiële en politieke toestand dringende sanering behoefden. Trajanus verleende Plinius daarvoor consulaire bevoegdheden. Plinius overleed waarschijnlijk tijdens zijn stadhouderschap, rond 113 na Chr.

## Werk
Van Plinius is een dankrede (Panegyricus) bewaard gebleven, gericht tot keizer Trajanus, als dank voor het verlenen van het consulaat. Naar de mode van zijn tijd, is het werk geschreven in een gezwollen stijl, vol gevlei, eigen aan het genre. Plinius zet de regering van Trajanus af tegen die van Domitianus.
Zijn beroemdheid als schrijver dankt Plinius de Jongere echter vooral aan zijn verzameling brieven. In 103 n.Chr. publiceerde Plinius drie delen van deze correspondentie, en later de overige boeken. De eerste negen boeken bevatten de correspondentie met zijn brede kring van kennissen en relaties; het tiende boek bevat zijn correspondentie met keizer Trajanus. Deze brieven geven bijzonder waardevolle inlichtingen over eigentijdse gebeurtenissen en over het gezelschapsleven in die dagen. In de twee meest vermaarde brieven beschrijft hij aan de geschiedschrijver Tacitus de uitbarsting van de Vesuvius in 79 na Chr., die hij als zeventienjarige heeft meegemaakt, en waarbij zijn oom Plinius de Oudere het leven verloor..
Plinius treedt ons uit zijn brieven tegemoet als een ontwikkeld en humaan persoon, die ondanks enige oppervlakkigheid en ijdelheid, een sympathieke figuur blijft, en die zich uitstekend thuis voelt in zijn tijd. Daardoor toont hij ons de keerzijde van het sombere en pessimistische tijdsbeeld geschetst door zijn tijdgenoot Juvenalis.

## Christenen
Plinius is een van de eerste Latijnse schrijvers die melding maken van ‘Christiani’ (= christenen).
In 112 na Chr. schrijft hij zijn keizer Trajanus een lange brief, met de vraag of hij de vervolging en bestraffing van de christenen wel op de juiste wijze aanpakt. Hij snijdt het dilemma als volgt aan:
"Ik ben nooit aanwezig geweest bij een feitenonderzoek betreffende christenen, en weet daarom niet, wat en tot hoe ver er gestraft, of onderzocht, behoort te worden."

## Nederlandse vertalingen
- De brieven. Vertaald door Ton Peters, Ambo, 2001.
- De Vesuvius in vlammen. Brieven aan Tacitus, vert. Vincent Hunink. Athenaeum - Polak & Van Gennep, 2016.
- Mijn landhuizen. Brieven over Romeinse villa's, vert. Vincent Hunink. Athenaeum - Polak & Van Gennep, 2017.
- Majesteit! Correspondentie met keizer Trajanus, vert. Vincent Hunink en Roald Dijkstra. Athenaeum - Polak & Van Gennep, 2018.
- Mijn lieve Calpurnia. Romeinse vrouwenportretten, vert. Vincent Hunink. Athenaeum - Polak & Van Gennep, 2020.

### Primair
- (la)  Plinius' werk op de Latin Library.
- (en)  Letters of Pliny the Younger, boeken 1 t/m 5 en boek 10 (boek 10 is 'Brieven aan keizer Trajanus') Vertalingen John B. Firth.
- (en)  Selectie uit de correspondentie tussen Plinius en Trajanus, circa 112 n.Chr. (vanaf brief X-25) (geheel onderaan de brieven over de Christiani (christenen)); Engelse vertaling 1912-1913 door William Stearns Davis. Website fordham.edu.

### Secundair
- (en)  Biografie Plinius de Jongere op livius.org.

- Bibsys: 90104108
- Biblioteca Nacional de Chile: 000104257
- Biblioteca Nacional de España: XX875701
- Bibliothèque nationale de France: cb11920050t (data)
- Catàleg d'autoritats de noms i títols de Catalunya: 981058514018906706
- CiNii: DA00889419
- Gemeinsame Normdatei: 118595091
- International Standard Name Identifier: 0000 0001 2099 0775
- Library of Congress Control Number: n79075182
- Nationale Bibliotheek van Letland: 000085572
- MusicBrainz: cfa1f1bb-5bb6-4eb6-8fac-a79f692e2b33
- Bibliotheek van het Japanse parlement: 00724134
- Nationale Bibliotheek van Tsjechië: jn19981001999
- Nationale bibliotheek van Australië: 35685271
- Nationale Bibliotheek van Israël: 987007266520605171
- Nationale Bibliotheek van Polen: a0000001180928
- Nationale en Universitaire bibliotheek Zagreb: 000118395
- Nederlandse Thesaurus van Auteursnamen: 068363044
- Réseau des bibliothèques de Suisse occidentale: 02-A000131386
- Istituto Centrale per il Catalogo Unico: CFIV037070
- LIBRIS: 196569
- Système universitaire de documentation: 027076474
- Trove: 1041901
- Union List of Artist Names: 500293708
- Virtual International Authority File: 10638270
- WorldCat: E39PBJcC4vTBmCtxGkbCwxWhpP